# 試験放送
試験放送（しけんほうそう）とは、基幹放送の一種である。本記事では、関連する衛星試験放送もあわせて述べる。

## 定義
総務省令放送法施行規則第60条に基づく別表第5号の第9項その他の基幹放送の区分（3）に「放送及びその受信の進歩発達に必要な試験、研究若しくは調査のため又は当該放送を実用に移す目的のため試験的に行う放送」と規定している。
「衛星試験放送」は、同区分（4）に「衛星放送及びその受信の進歩発達に必要な試験、研究若しくは調査のため又は当該衛星放送を実用に移す目的のため試験的に行う衛星放送」と規定している。

## 概要
定義から敷衍されるとおり、最終的には新しい基幹放送の形式を規定し、実用とするために行う放送である。地上基幹放送試験局（従前の種別では「放送試験局」）または実用化試験局（衛星試験放送では、衛星基幹放送試験局（従前の種別では「衛星放送試験局」）または実用化試験局）が実施するものである。なお、放送試験局が定義される以前には「実験局」（現：実験試験局）で実施された。
「試験、研究若しくは調査」の段階では放送方式の比較検討が実施されるもので一般人には縁遠いものである。放送方式が決定されれば総務省令・告示となって「実用に移す」段階へ移行し、実用化試験局により実施されるものになって受信機器が製造・市販され、一般に受信できるものとなるのが通例である。現行放送と両立性を図るために現行の受信機器でも受信できたり、実用化試験に至りながらも普及しなかった事例もある。

## 実例
- 放送試験局によるもの
  - ラジオについては「ラジオ#歴史」を、テレビについては「テレビ#テレビの歴史」も参照。
  - NHK UHFテレビ実験局（日本放送協会）：1956年（昭和31年）・1961年（昭和36年）・1970年（昭和45年）・2013年（平成25年）など複数
  - NHK衛星第1テレビジョン：1984年（昭和59年）5月12日 - 1989年（平成元年）5月31日
  - NHK衛星第2テレビジョン：1986年（昭和61年）12月25日 - 1989年（平成元年）5月31日[1]
- 実用化試験局によるもの
  - 東海大学超短波放送実用化試験局（学校法人東海大学）：1960年（昭和35年）4月1日 - 1968年（昭和43年）11月26日
  - ハイビジョン試験放送→実用化試験局（ハイビジョン推進協会）：1991年（平成3年）11月25日 - 2000年（平成12年）11月30日[2][3]
  - 地上デジタル音声放送実用化試験局（社団法人デジタルラジオ推進協会）：2003年（平成15年）10月1日 - 2011年（平成23年）7月24日
- イベント放送局としてのもの[4]
  - 財団法人国際科学技術博覧会協会所属筑波放送試験局（科博放送局ラジオきらっと 財団法人国際科学技術博覧会協会）：1985年（昭和60年）3月17日 - 9月16日
  - 天王寺博覧会FM放送試験局（FMてんぱく 財団法人大阪21世紀協会）：1987年（昭和62年）8月1日 - 11月10日

## その他
放送機器の調整等を目的に行われる試験電波の発射も「試験放送」ということがある。
- 予備免許取得後、本免許取得までの放送
- 放送機器の保守
  - NHKラジオ第1放送：毎月第2月曜日深夜
  - NHK総合テレビジョン・NHK-FM放送：毎月第1・3日曜日深夜
- 周波数変更
  - 中波放送（AMラジオ）：1978年（昭和53年）11月23日

周波数間隔の10kHzから9kHzへの変更。国際電気通信連合の取り決めにより、同日世界協定時（JST-9）0時1分をもって、アジア・オセアニア・ヨーロッパ・アフリカ地域の周波数ステップが変更されたが、日本の放送局は当日の放送開始時刻（終日放送の実施局は5時）から9時1分までは試験電波の発射の名目で通常番組を放送した。

市町村の同報系防災行政無線は放送局ではないが、試験電波の発射を「試験放送」と称して広報することがある。